# Plusaetis aztecus
Plusaetis aztecus är en loppart som först beskrevs av Barrera 1954.  Plusaetis aztecus ingår i släktet Plusaetis och familjen fågelloppor. Inga underarter finns listade i Catalogue of Life.